# Aeroklub ROW

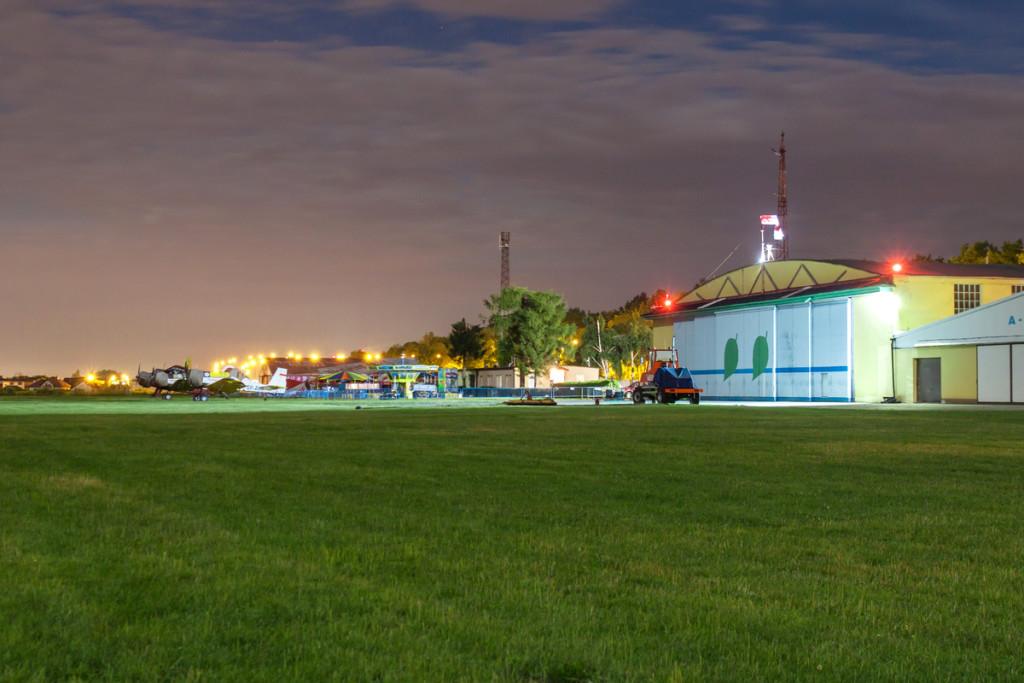
Aeroklub ROW nocą (lipiec 2014)

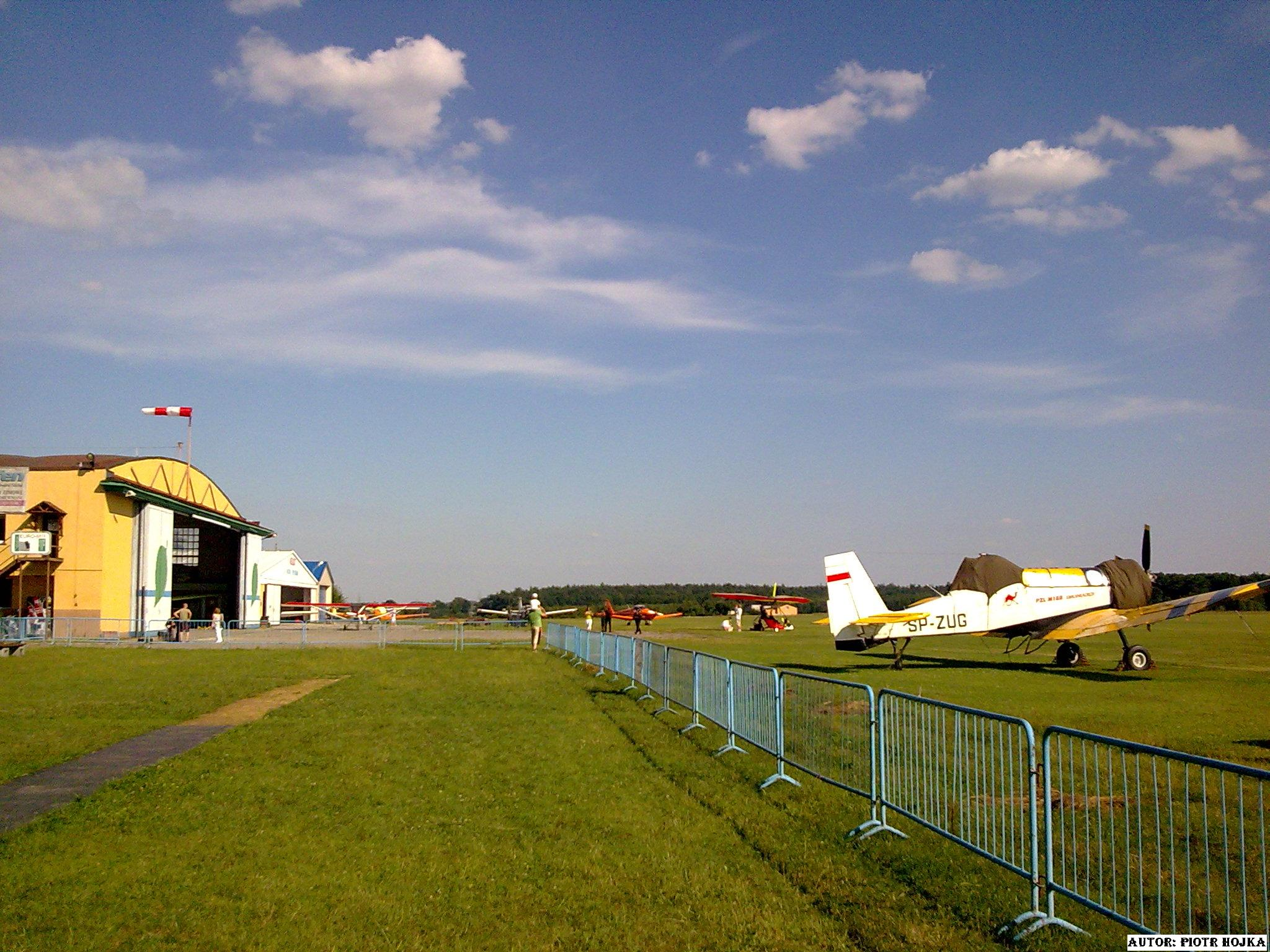
Samoloty na lotnisku aeroklubu ROW (lipiec 2011)

Aeroklub Rybnickiego Okręgu Węglowego (ROW) – stowarzyszenie, organizacja pożytku publicznego. Na początku przez krótki okres Aeroklub był filią Aeroklubu Gliwickiego, a później Aeroklubu Śląskiego i dopiero w listopadzie 1963 decyzją Zarządu Głównego Aeroklubu PRL został utworzony 1 stycznia 1964, w Rybniku-Gotartowicach. Posiada certyfikat przewoźnika lotniczego AOC. Bazą aeroklubu jest lotnisko Rybnik-Gotartowice.

## Sekcje specjalistyczne
- szybowcowa[5]
- samolotowa[6]
- spadochronowa[a][7]
- modelarska[8]
- oldtimerów[b][9]

## Afiliowane Kluby Seniorów Lotnictwa
- Klub Seniorów Lotnictwa Aeroklubu Rybnickiego Okręgu Węglowego[c][10]

## Sprzęt

### Samoloty
- PS-28 Cruiser znaki rozpoznawcze SP-GBS
- PS-28 Cruiser znaki rozpoznawcze SP-GBM[11]
- Cessna 172 C znaki rozpoznawcze SP-FDB[12]
- Zlin 526 ML znaki rozpoznawcze SP-EMT[13]
- PZL-101 Gawron znaki rozpoznawcze SP-CKO[14]
- Aeroprakt A22L2 znaki rozpoznawcze SP-SROW[15]

### Szybowce
- SZD-9 Bocian 1E
- SZD-50 Puchacz-3
- SZD-30 Pirat
- SZD-48 Jantar Standard 2/3
- Grob G102 Astir

### Inny
- Wyciągarka szybowcowa

## Szkolenia lotnicze
Aeroklub prowadzi szkolenia lotnicze do uzyskania licencji:
- pilota szybowcowego SPL[16]
- pilota rekreacyjnego szybowcowego LAPL(S)[16]
- pilota samolotu lekkiego LAPL(A)[17]
- pilota samolotu turystycznego PPL(A)[17]

(Stan styczeń 2016)

## Działalność lotnicza
- loty widokowe samolotem Cessna 172
- loty widokowe szybowcem Bocian i Puchacz
- szkolenia zapoznawcze na samolotach i szybowcach

Aeroklub prowadzi ww. działalność w oparciu o posiadany Certyfikat AOC nr 45A/15

## Władze stowarzyszenia
Prezesi Zarządu
- Jerzy Kucharczyk – Prezes honorowy (1963)[18]
- Kazimierz Kulawik (1964 – 1969)
- Stanisław Kaczmarczyk (1969 – 1979)
- Jerzy Kuczera (1979 – 1989)
- Aleksander Sewiński (1991 – 2002)
- Olgierd Jeremiasz (2002 – 2010)
- Ireneusz Wilgucki (2010 – obecnie)[19].

(Stan styczeń 2016)

## Dyrektorzy i kierownicy
- Rudolf Jan Kopernok (1964–1969)
- Franciszek Rzońca (1969–1977)
- Tadeusz Dłużyński (1977–1989)
- Leon Starzyczny (1990–2002)
- Ireneusz Kopeć (2002–2006)
- Ireneusz Boczkowski (2006–2008)
- Adam Michałowski (2008–2010)
- Józef Stachura (2010–2011)
- Benedykt Krupa (2011–2013)
- Marcin Nocoń (2013–obecnie).

## Historia
- 1927 – Powstanie w Rybniku Ligi Obrony Powietrznej i Przeciwgazowej przy której zorganizowano Koło Lotnicze.
- 1928 – Wybudowano pierwszy hangar na „Kozich Górkach” w rejonie wieży ciśnień w Rybniku oraz zakupiono pierwszy szybowiec „Kocynder”. Rozpoczęto szkolenie lotnicze.
- 1939–1945 – Wojna i okres okupacji przerwały rozpoczętą działalność lotniczą.
- 1946 – Powołano w Rybniku Ligę Lotniczą. Reaktywowano działalność modelarni.
- 1959 – Powołano Społeczny Komitet Organizacyjny Aeroklubu z naczelnym dyrektorem Rybnickiego Zjednoczenia Węglowego prof. dr inż. Jerzym Kucharczykiem na czele.
- 1963 – Zakończono budowę płyty lotniska. Otrzymało ono imię „Bohaterskich Harcerzy Ziemi Rybnickiej”[3].
- 1963 – Listopad, zapadła uchwała Zarządu Głównego Aeroklubu PRL, powołująca z dniem 1 stycznia 1964 roku Aeroklub Rybnickiego Okręgu Węglowego, jako samodzielnej jednostki.
- 1964 – 1 stycznia, powołano Aeroklub Rybnickiego Okręgu Węglowego jako 36 aeroklubu regionalnego.
- 1964 – 18 stycznia, zainaugurowano Społeczny Komitet Rozwoju Lotnictwa w ROW. SKRL-ROW powstał w miejsce zlikwidowanego Społecznego Komitetu Organizacyjnego Aeroklubu.
- 1966 – Aeroklub ROW został wyróżniony za największą liczbę wyszkolonych pilotów.
- 1971 – Powstała sekcja spadochronowa.
- 1976 – Aeroklub ROW został odznaczony złotą odznaką „Zasłużony dla Rybnika”.
- 1979 – Kierownikiem Aeroklubu ROW został ppłk pil. Tadeusz Dłużyński.
- 1980 – Powstała sekcja lotniowa.
- 1981 – Dzięki staraniom ówczesnego dyr. ppłk. Tadeusza Dłużyńskiego, aeroklub otrzymał wycofany z wojska samolot An-2 o znakach rozpoznawczych SP-ANG[20].
- 1990 – Wrzesień, na stanowisko dyrektora Aeroklubu ROW został powołany mgr inż. Leon Starzyczny.
- 1990 – Na terenie lotniska została wybudowana stacja paliw.
- 1992 – Aeroklub zakupił drugiego An-2 o znakach rozpoznawczych SP-AMM.
- 2011 – 20 sierpnia zginął Marcin Zając, członek Sekcji Spadochronowej, podczas wykonywania 67 skoku ze spadochronem z wysokości 2500 metrów. Czasza główna otworzyła się i napełniła prawidłowo, jednak – podczas „zbijania wysokości” przez skoczka – automat spracował i otworzyła się również czasza spadochronu zapasowego. Doszło do splątania linek obu spadochronów. Mężczyzna z dużą prędkością zderzył się z ziemią w lesie za lotniskiem w Rybniku-Gotartowicach[21].
- 2014 –  Puchar Świata Modeli Szybowców Sterowanych Mechanicznie F1E. I miejsce – Franciszek Kańczok, VI miejsce – Eugeniusz Słomka, VIII miejsce – Wiesław Dziuba[22].
- 2014 – 1-2 marca Puchar Świata – Hranice (Czechy). Modelarze z ROW zajęli czołowe miejsca: (pierwszy dzień) Franciszek Kańczok – II miejsce, Wiesław Dziuba – VIII miejsce, Eugeniusz Słomka – XIII miejsce. Franciszek Kańczok – I miejsce, Wiesław Dziuba – III miejsce,  Eugeniusz Słomka – IX miejsce (drugi dzień)[23].
- 2015 – Aeroklub zakupił wyciągarkę szybowcową firmy Motohurt.
- 2015 – Aeroklub zakupił szybowiec Astir.
- 2015 – 43. Szybowcowe Mistrzostwa Polski Juniorów – Leszno. Mateusz Siodłoczek został wicemistrzem Polski w szybowcowej klasie Standard[24].
- 2015 – 9. Szybowcowe Mistrzostwa Świata Juniorów – Narromine (Australia). Polscy reprezentanci z Mateuszem Siodłoczkiem zdobyli drużynowo srebrny medal. Indywidualnie zajął 4 lokatę[25].

Źródło:

## Imprezy
- Piknik lotniczy Dni Aeroklubu ROW 2014[27];
- Piknik lotniczy Dni Aeroklubu ROW 2015[28].